# Werner Schommers
Werner Schommers (* 31. August 1947 in Remscheid) ist ein ehemaliger deutscher Autorennfahrer und heutiger Unternehmer.

## Karriere
Werner Schommers startete seine Rennfahrerlaufbahn 1969. Seine ersten Erfahrungen im Tourenwagen-Motorsport sammelte er auf einen Lotus Elan und Alfa Romeo 1300 GTA Junior. Bereits 1971 feierte er mit einem Ford Escort TC im Deutschen Automobil-Rundstrecken-Meisterschaft-Rennen in Hockenheim seinen ersten Gesamtsieg.
1972 fuhr er als Werkspilot zusammen mit Dieter Kern für Renault in der Formel 3, bis Renault Mitte 1973 sein Engagement einstellte.
Ab 1973 bis 1976 startete Schommers in der Deutschen Rennsport-Meisterschaft (DRM). Zunächst fuhr er mit einem Ford Escort RS 1600 in der 2. Division der Meisterschaft und wechselte 1974 auf einen BMW 3.0 CSL, mit dem er in der 1. Division antrat.
Sein bestes Ergebnis in der DRM waren 9. Plätze in den Jahren 1975 und 1976. In beiden Jahren pilotierte er Ford-Rennwagen, zunächst einen Ford Capri RS 3100 und im folgenden Jahr einen Ford Escort RS 1600.
Mit dem BMW 3.0 CSL des Teams BMW-Faltz-Alpina-Tuning und dem Fahrerkollegen Ernst Kraus fuhr er 1974 eine komplette Rennsaison in der Tourenwagen-Europameisterschaft. In den Jahren 1977 und 1978 startete er mit einem Ford Escort RS 2000 in einigen Europameisterschafts-Rennen. Bei seinem letzten großen Rennen in seiner Rennkarriere, dem 4-Stunden-Rennen am Nürburgring 1978 errang er zusammen mit Jörg Denzel und Armin Hahne den Gesamtsieg.
Im Deutschen Automobil-Rundstrecken-Pokal fuhr er einige Rennen von 1975 bis 1977. Im letzten Jahr siegte er in Wunstorf und erzielte einen Klassensieg in der Klasse T2.0.
In seiner Laufbahn bestritt Schommers nur zwei Langstreckenrennen. Das erste Rennen waren 1976 die 1000-km-Rennen von Kyalami mit Reinhold Joest und das zweite Rennen waren 1978 die 1000-km-Rennen auf dem Nürburgring mit Berthold Doll, beide mit einem Ford Escort RS 2000 gefahren. Beim zweiten Rennen erreichte er mit dem KWS-Motorsport-Team einen 35. Rang und den 7. Platz in der ser.T-Klasse.
1978 beendete er seine Motorsport-Karriere und stieg im Hotel- und Immobiliengewerbe ein. Heute besitzt er zwei Hotels im Westerwald und betreibt ein Immobilien-Büro in Spanien.

## Statistik

### Einzelergebnisse in der Sportwagen-Weltmeisterschaft
| Saison | Team           | Rennwagen   | 1   | 2   | 3   | 4   | 5   | 6   | 7   | 8   | 9   | 10  | 11  | 12  | 13  |
| ------ | -------------- | ----------- | --- | --- | --- | --- | --- | --- | --- | --- | --- | --- | --- | --- | --- |
| 1978   | KWS Motorsport | Ford Escort | DAY | SEB | MUG | TAL | DIJ | SIL | NÜR | LEM | MIS | DAY | WAT | VAL | ROD |
| 1978   | KWS Motorsport | Ford Escort |     |     |     | 35  |     |     |     |     |     |     |     |     |     |